# Chalcomela nigricollis
Chalcomela nigricollis es un coleóptero de la familia Chrysomelidae.
Fue descrita científicamente en 1916 por Lea.